# Лакич, Зоран
Зоран Лакич (серб. Зоран Лакић, 31 октября 1933, Bela Reka, Шабац — 20 декабря 2022, Подгорица) — югославский и черногорский историк, редактор, преподаватель высшей школы, действительный член Черногорской академии наук и искусств (2000). Почётный профессор Черногорского университета (2005).

## Биография
Он родился 31 октября 1933 года в деревне Донья Биела недалеко от Шавника (отец Мирой — учитель, а мать Милена, урожденная Бошкович, дочь Зеко, сантехника короля Черногории Николы).
Зоран окончил начальную школу в Даниловграде и в 1952 году — среднюю школу в Никшиче. Окончил философский факультет в Белграде, специализировался по истории. В 1974 году получил там докторскую степень. Работал в Архиве Центрального Комитета Сербской Православной Церкви Черногории до его объединения с Историческим институтом Черногории в 1959 г. . Некоторое время он работал в тогдашнем Секретариате образования, науки и культуры Черногории, а затем был избран профессором философского факультета в Никшиче, где преподавал историю Югославии, до выхода на пенсию 31 декабря 2000 года. Он был заведующим кафедрой истории и географии в течение двух выборных периодов.
Преподавал в Приштинском и Сараевском университете.
По приглашению работал в университетских центрах за рубежом (Торонто, Москва, Париж, Берлин, Афины, Прага, София, Бухарест, Иерусалим, Анкара) и во всех университетских центрах бывшей Югославии. В качестве эксперта ЮНЕСКО по вопросам культуры он несколько месяцев вёл исследования в скандинавских странах в 1976 году.
Он был редактором Круглого стола Исторического института Черногории в период 1983—1991 годы. Редактировал «Historical Records» — старейший научный журнал в Черногории, в период с 1994 по 1998 год. Он был членом редколлегии престижных журналов — югославского исторического журнала (JIČ), Nastava istorije — и многочисленных антологий. С 1998 года он являлся редактором Бюллетеня факультета социальных наук CANU.
Был членом и председателем учёных советов по защите кандидатских и докторских диссертаций. Был членом Республиканской конференции ССРН Черногории, вице-президентом СИЗ Республики по науке, членом жюри премии «Тринадцатое июля», президентом Общества историков Черногории и Совета философского факультета университета в Никшиче, член Сената Университета Черногории на два срока и президент Югославской лиги за мир, независимость и равенство народов.
Он был секретарем Департамента социальных наук во второй срок и членом Президиума CANU. Он был редактором группы истории Энциклопедии Черногории. Он написал более 2000 библиографических статей, в том числе 30 специальных изданий, на которые было опубликовано более 150 отзывов и рецензий. Его работы были переведены на основные языки мира, а также на македонский и словенский языки.
Биографические сведения о Зоране Лакиче включены в Энциклопедию сербской историографии и в справочник «Кто есть кто в Черногории». После исключения из SKJ в 1985 году за словесное оскорбление он больше не был членом политических партий. 19 ноября 1993 года избран чрезвычайным членом Черногорской академии наук и искусств, а 8 декабря 2000 г. — действительным членом. В 1998 году по предложению Американского института включен в список наиболее успешных личностей последнего десятилетия, аналогичное признание получил и от Кембриджского университета. Был удостоен Молодежной премии Подгорицы, Югославской премии им. Четвертого июля, премии «Октоих» и престижной премии «Владимир Чорович» (пока единственной в Черногории), а также других международных наград в области науки.
Академик Лакич скончался 20 декабря 2022 года в Подгорице. Похороны состоялись 22 декабря 2022 года на городском кладбище Даниловграда.
Мемориальное заседание памяти академика Зорана Лакича прошло 27 декабря 2022 года в здании Черногорской академии наук и искусств.